# Eleni Karaindrou
Eleni Karaindrou, gr. Ελένη Καραΐνδρου (ur. 25 listopada 1939 w Teichio w Grecji) – grecka pianistka i kompozytorka muzyki filmowej i teatralnej.
Dorastała w Atenach, gdzie studiowała grę na fortepianie oraz teorię muzyki na Hellenikon Odion, a także historię i archeologię na Uniwersytecie w Atenach. W 1967 opuściła Grecję, udając się do Paryża, gdzie studiowała etnomuzykologię (1969–1974) oraz instrumentację na Uniwersytecie Paryskim i Schola Cantorum de Paris. Na początku lat 80. rozpoczęła współpracę z Theo Angelopoulosem. Od lat 90. współpracuje z wytwórnią muzyczną ECM, której założyciela, Manfreda Eichera, poznała w 1976. Skomponowała muzykę do kilkudziesięciu przedstawień oraz filmów (m.in. Julesa Dassina, Chrisa Markera, Margarethe von Trotta i Harolda Pintera). Współpracowała również z Charlesem Lloydem, Janem Garbarekiem oraz Kim Kashkashian.
Zasiadała w jury konkursu głównego na 46. MFF w Wenecji (1989). W 2004 była nominowana do Europejskiej Nagrody Filmowej w kategorii najlepszego kompozytora za muzykę do filmu „Trylogia: płacząca łąka”.